# 台灣細鯿
台灣細鯿（学名：Metzia formosae），又名台灣黃鯝魚、台細鯿、臺灣梅氏鯿、臺灣細鯿、臺灣麥氏鯿，为輻鰭魚綱鯉形目鯉科的其中一種。台灣農業部2009年4月1日將其公告為「其他應予保育之野生動物」，但不在IUCN瀕危名單中。

## 分布
本魚分布香港、雲南、廣西、廣東、海南、台灣（北部的大湖、內湖、汐止、宜蘭河）和越南。

## 形態
體延長，頗為側扁，一般體長約 4-9 公分，最大可達 9 公分。其背鰭具有 2 根硬棘和 8 根軟條，臀鰭則有 2 根硬棘和 14 根軟條。胸鰭有 1 根硬棘和 13 根軟條，腹鰭則為 1 根硬棘和 7 根軟條。鰓耙數約為 15，咽頭齒為 4,4,2-2,4,5，側線鱗片數為 45-47。其頭部小，吻部短，眼間距寬闊且略呈圓鈍。口部稍微朝上，口裂可延伸至鼻孔中點的正下方，無鬚。體表覆蓋中大型的圓鱗，側線完整，在腹鰭前端的腹部呈現圓形。體色主要為灰銀色，背部顏色較深呈灰色，側面及腹面則為白色。體側中央具有一條明顯的灰黑色縱帶，且每個鱗片的基部都帶有小黑點。尾鰭略呈灰色，其餘各鰭則呈現淺白至淺黃色。從腹鰭基部至肛門之間具有一條明顯的肉稜。

## 生態
為初級淡水魚類，適應棲息於透明度較低、略為優養化的靜水域或半封閉水域，喜好藏身於水生植物生長茂盛之處。其對污染的忍受力略低，以浮游動物、植物及小型無脊椎動物等為食。

## 經濟利用
可做為觀賞魚，在臺灣由於土地開發及外來種入侵，導致族群日漸減少，於2009年4月1日由農委會公告為第三類其他應予保育之野生動物。